# 비르기트 미니히마이어
비르기트 미니히마이어(Birgit Minichmayr, 1977년 4월 3일 ~ )는 오스트리아의 배우이다.

## 출연 작품
- 더 로얄 게임 (2021)
- 3 타게 인 키브롱 (2018)
- 애니멀즈(영어판) (2017)
- 마이 굿 한스 (2015)
- 어느 미친 사내의 고백 (2015)
- 블랭크 (2013)
- 어몽 에너미 (2013)
- 바운더리  맨 (2012)
- 머시 (2012)
- 더 본 맨 (2009)
- 에브리원 엘스 (2009)
- 하얀 리본 (2009)
- 사랑 후에 남겨진 것들 (2008)
- 몰락 (2006)
- 향수 - 어느 살인자의 이야기 (2006)
- 호텔 (2004)
- 다운폴 (2004)
- 러닝 투 라이 (2003)
- 테이킹 사이즈 (2001)